# 吉野美津子
吉野 美津子（よしの みつこ、旧姓：村田、1960年11月22日 - ）は、日本の元女子バレーボール選手。

## 来歴
北海道旭川市出身。身長180cmを越すスポーツ万能の父を持つ。市立常盤中では、バレーボールを始めたかったが部員数が少なく断念しバスケットボール部へ。旭川市の中学大会で準優勝を遂げる。
高校進学時期が近づき、「バレーボール部の強豪校に進学したい」と担任に打ち明け、伝手をたよって妹背牛商業高校に進学する。ようやく「バレーボールをやりたい」という夢が叶うことになる。1973年に同校をインターハイ準優勝に導いた吉野勲監督（当時）が将来有望な村田を養女に迎え入れ、養父子でインターハイや国体で活躍した。
高校在学中の1978年に世界選手権に全日本メンバーに選出され、銀メダルを獲得した。

## 球歴
- 所属チーム履歴

妹背牛商業 → 日立武蔵（1979-1982年）
- 全日本代表 - 1978年
- 全日本代表としての主な国際大会出場歴

世界選手権 - 1978年